# Comté de Madison (Missouri)
Pour les articles homonymes, voir Comté de Madison.
Le comté de Madison, en anglais : Madison County, est un comté de l'État américain du Missouri.

## Comtés voisins
- Comté d'Iron (à l'est)
- Comté de Saint Francois (au nord)
- Comté de Perry (au nord-est)
- Comté de Bollinger (à l'est)
- Comté de Wayne (au sud)

## Transports
- U.S. Route 67
- Missouri Route 72

## Villes
- Cobalt
- Fredericktown
- Junction City
- Marquand
- Mine La Motte
- Saco
- Zion